# Svobodná Ves

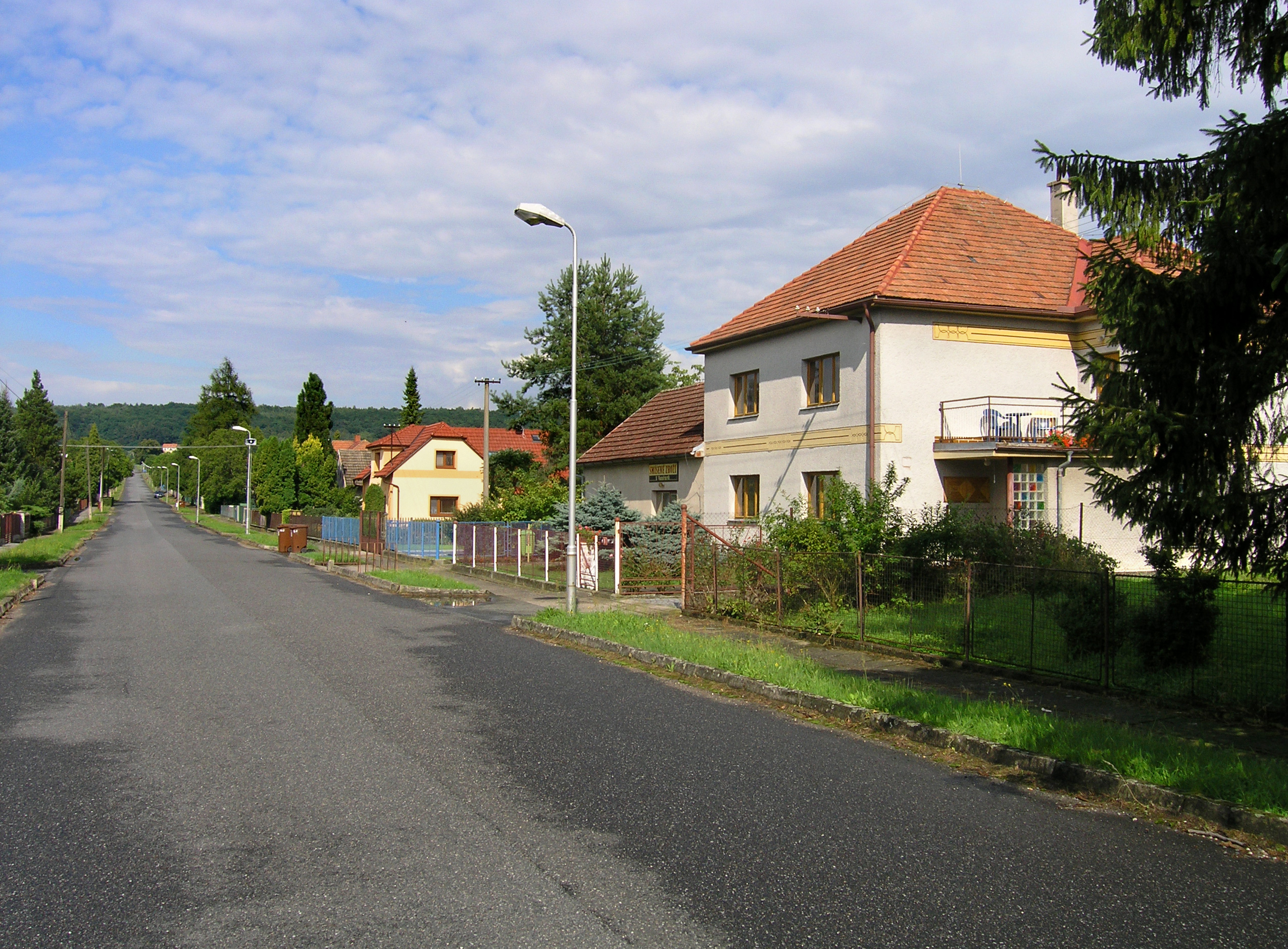
Dorfstraße

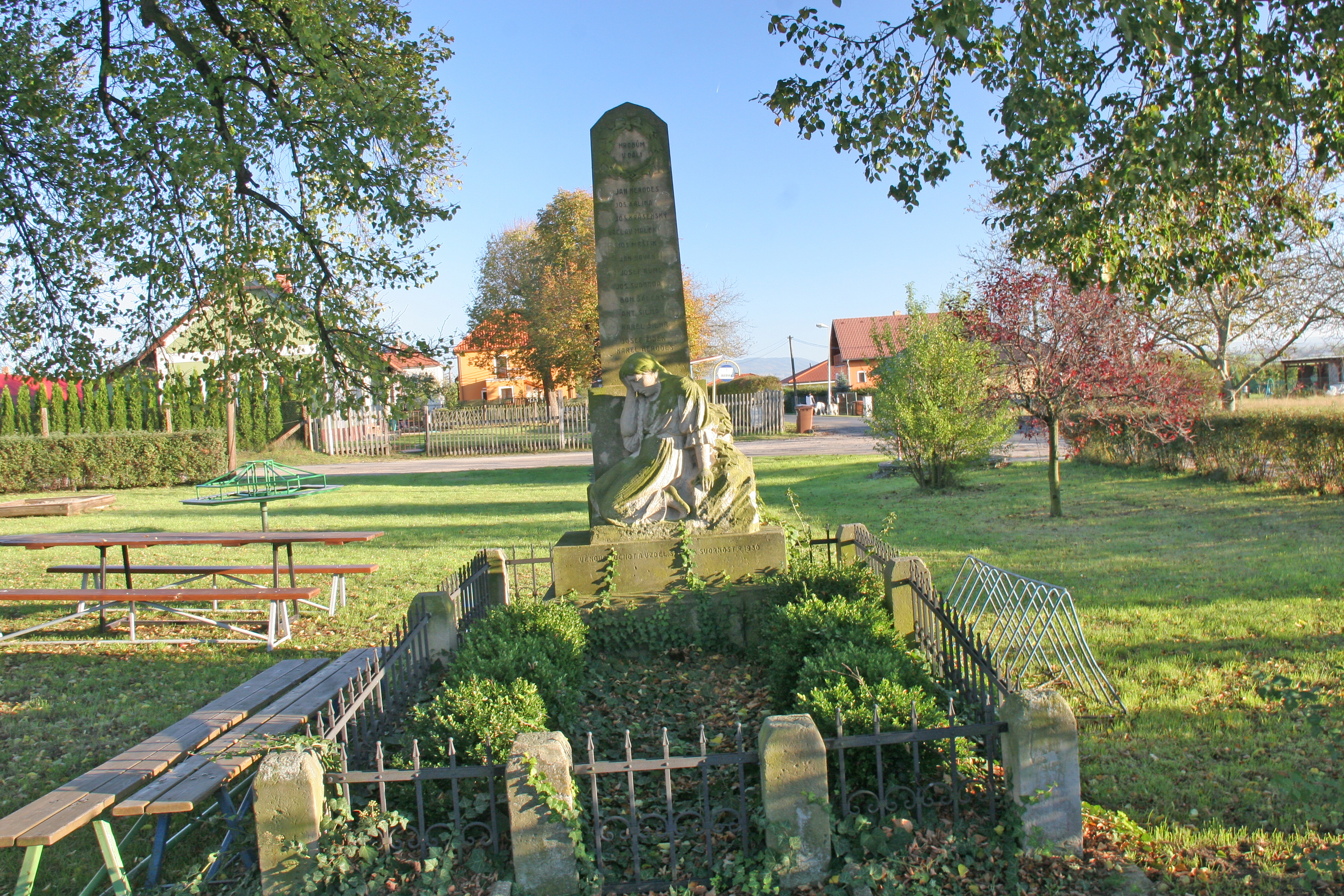
Kriegerdenkmal

Svobodná Ves (deutsch  Josefsdorf, früher Josephsdorf) ist ein Ortsteil der Gemeinde Horka I im Okres Kutná Hora in Tschechien. Er liegt neun Kilometer nordöstlich von Čáslav.

## Geographie
Svobodná Ves befindet sich am westlichen Fuße des Eisengebirges (Železné hory) in der Čáslavská kotlina (Czaslauer Becken). Südlich des Dorfes fließt der Bach  Čertovka. Südwestlich liegt das Wildgehege Žehušická obora.
Nachbarorte sind Podlesí und Ovčíny im Nordosten, Brambory im Osten, Bílé Podolí im Südosten, Zaříčany und Bojmany im Süden, Žehušice im Südwesten, Borek und Horka I im Westen sowie Horušice im Nordwesten.

## Geschichte
An der Stelle des Meierhofes befand sich bis zu seiner Zerstörung im Dreißigjährigen Krieg das Dorf Horka.
Im Jahre 1785 ließ der Besitzer der Herrschaft Žehušice, Joseph von Thun und Hohenstein mit deutschen Siedlern aus der Herrschaft Klösterle an der Eger auf der Wüstung ein neues Dorf anlegen. Das zweireihige Straßendorf erhielt den Namen Josephsdorf. Am Fuße des Gebirgsrückens ließen die Grafen von Thun und Hohenstein 1796 einen Weinberg mit der Einschicht Winice anlegen.  Außerdem entstanden zu dieser Zeit nordöstlich von Josephsdorf, an der Kreuzung der Straße mit dem Weg von Brambory nach Horušice, noch drei einschichtige Häuslerwohnungen, die Pod Zawěrky genannt wurden. Im 19. Jahrhundert hatten sich die Nachfahren der Siedler assimiliert und der Ort war tschechischsprachig geworden.
Im Jahre 1840 bestand Josephsdorf bzw. Swoboda Wes aus 49 Häusern, in denen 324 Personen lebten. Abseits lagen die drei Häuser von Pod Zawěrky und die Einschicht Winice. Südlich des Dorfes befand sich ein neu angelegter herrschaftlicher Meierhof mit Schäferei. Pfarrort war Chotusitz.
Nach der Aufhebung der Patrimonialherrschaften bildete Josefov t. Svobodná Ves einen Ortsteil der Gemeinde Žehušická Horka im Gerichtsbezirk Časlau. Ab 1868 gehörte der Ort zum Bezirk Časlau. Um 1870 erreichte Josefov mit 375 Einwohnern die höchste Bevölkerungszahl in seiner Geschichte. In der ersten Hälfte des 20. Jahrhunderts wurde Josefov weiter nach Nordosten erweitert und verschmolz mit Pod Závěrky; bei Pod Závěrky entstanden Seitenstraßen mit den Siedlungen Podlesí und Ovčíny. Der amtliche Ortsname Josefov t. Svobodná Ves wurde 1921 in Svobodná Ves geändert.
Im Zuge der Gebietsreform von 1960 wurde der Okres Čáslav aufgehoben; Svobodná Ves wurde dem Okres Kutná Hora zugeordnet und zusammen mit Horka nach Žehušice eingemeindet. Seit dem 24. November 1990 ist Svobodná Ves ein Ortsteil der Gemeinde Horka I. Am 3. März 1991 hatte der Ort 225 Einwohner; beim Zensus von 2001 lebten in den 77 Wohnhäusern von Svobodná Ves 215 Personen.

## Ortsgliederung
Svobodná Ves ist Teil des Katastralbezirkes Horka u Žehušic. Der Ortsteil gliedert sich in die Ortslagen Josefov, Podlesí und Ovčíny sowie die Einschichten Hajný (Heger) und Vinice (Kiebl, früher Winice).

## Sehenswürdigkeiten
- Spätbarocker Meierhof, erbaut zum Ende des 18. Jahrhunderts
- Gedenkstein für die Gefallenen des Ersten Weltkrieges